# Якоби, Эрих
Э́рих Я́коби (нем. Erich Roman Ludwig Jacoby; 1885—1941) — эстонский архитектор.

## Биография
Родился 4 (16) июня 1885 года в Ревеле в семье городского инженера Карла Густава Якоби. В 1905—1907 годах учился в Ганноверском университете. В 1913 году окончил архитектурное отделение в Рижском политехническом институте. В 1915 году учился у Ларса Сонка. Затем работал архитектором в Таллине. 
В 1921 году он стал одним из учредителей Союза архитекторов Эстонии. С 1932 года Эрих Якоби был преподавателем Таллинской технической школы.
После подписания пакта Молотова — Риббентропа был вынужден покинуть Эстонию.
Умер 10 декабря 1941 года в Готенхафене (ныне — Гдыня, Польша).

## Творчество
В 1924 году Якоби построил виллу на участке земли, расположенном на склоне холма Тоомпеа и полученном для застройки за особые заслуги. В ней не было характеризующего югендстиль изобилия деталей, но отмечались признаки конструктивизма. В 2014 году вилла была удостоена премии как лучший отреставрированный памятник архитектуры Старого города. Она находится под охраной государства как памятник архитектуры.
Принимал активное участие в различных конкурсах. В 1926 году в Кивимяэ был построен туберкулёзный санаторий; здание санатория спроектировал Эрих Якоби. На проведенном в 1936 году международном архитектурном конкурсе по строительству здания для Художественного музея на участке земли между бульваром Мере и улицей Айа, Эрих Якоби с Эдгаром Йоханом Куузиком стали победителями. Однако началась Вторая мировая война, и проект не был осуществлён.

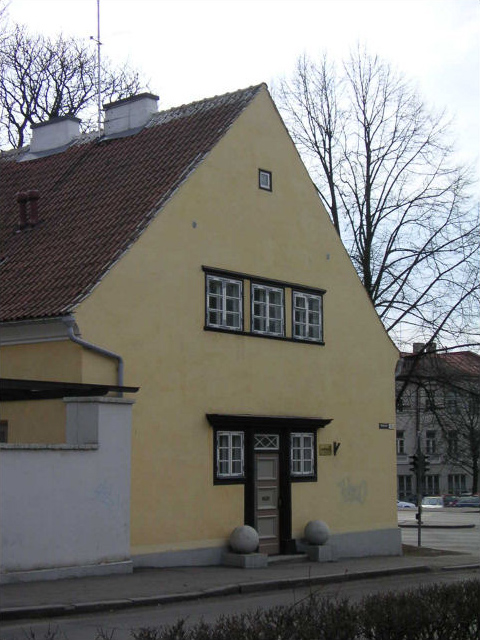
Вилла Якоби. Ул. Висмари, 11. 1923—1924 гг.
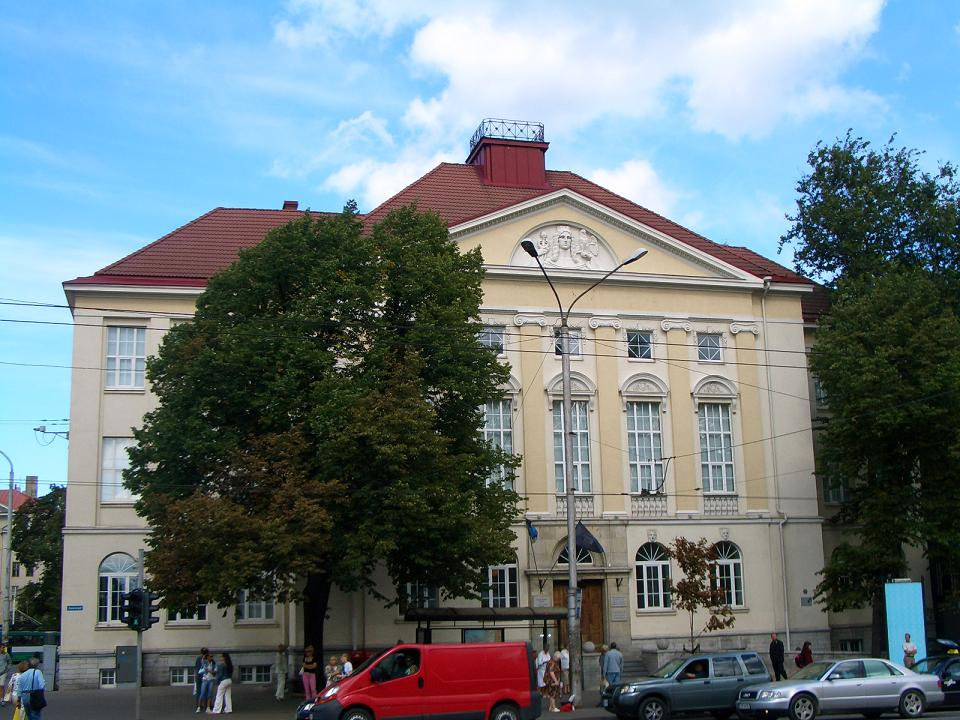
Бульвар Эстония, 10. Совм. с Розенбергом. 1912—1916 гг.
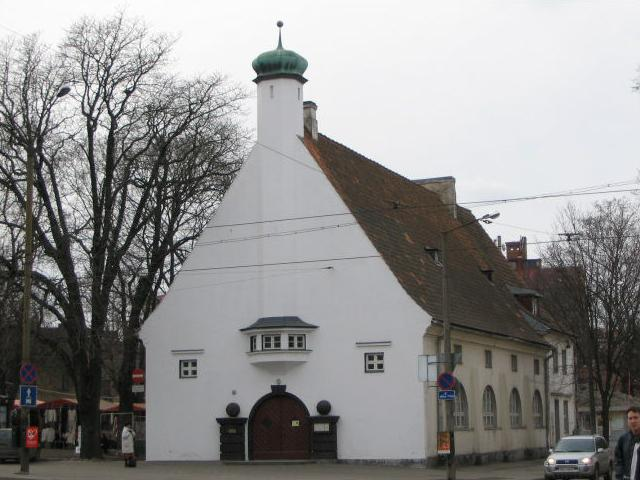
Бульвар Мере, 3. Церковь адвентистов. 1923 г.
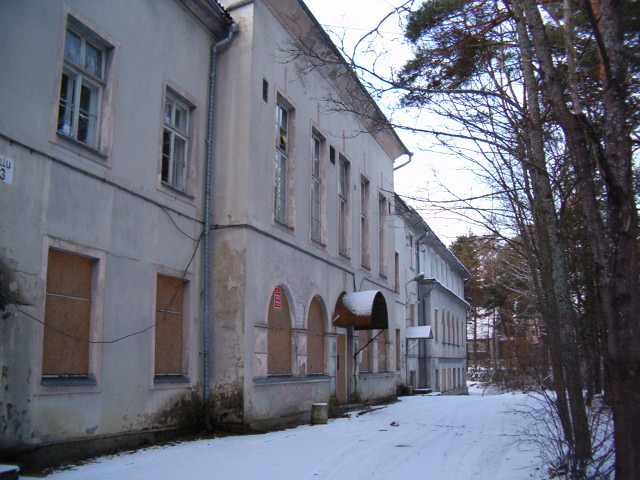
Кивимяэ. Санаторий.
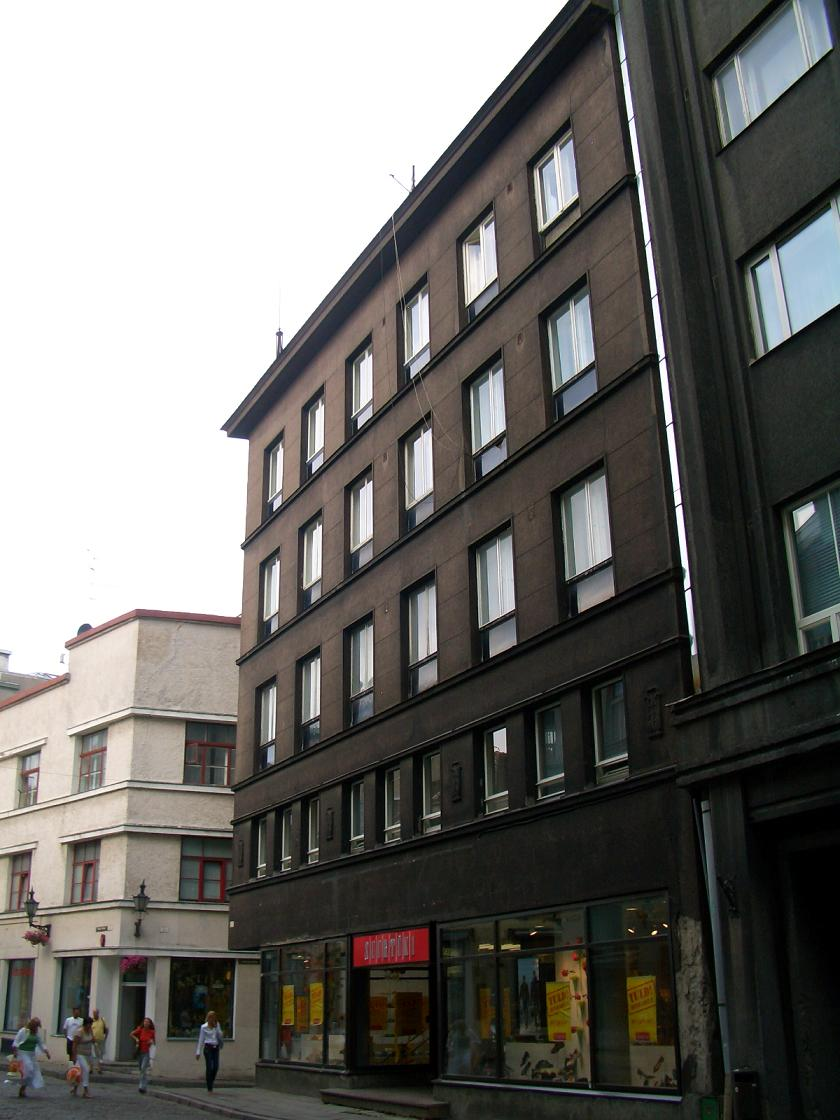
Улица Вяйке-Карья, 7. Совм. с Бергом. 1937 г.